# Seznam brazilskih generalov
Seznam brazilskih generalov.

## A
Newton de Andrade Cavalcanti - 

## B
Valantim Benicio da Silva - Amareo Soares Bittencourt - 

## C
José P. Cavalcanti de Albuquerque - 
Luiz Alves Caxias - 
Pedro de Cevallos - 
Antônio Coelho Neto - 
Osvaldo Cordeiro de Farias -

## D
José Agostinho Dos Santos - Eurico Gaspar Dutra - 

## F
Olympio Falconeieri da Cunha - Hermes Rodrigues da Fonseca - Manoel Fonseca - Firmo Freire do Nascimento -

## L
Estavão Leitão de Carvalho -
Francisco Lima -

## M
Urano Teixeira da Matta Bacellar -
Pedro Aurélio Góis de Monteiro - 

## P
Canrobert Pereira da Costa - Francisco J. Pinto -

## R
Augusto Heleno Ribeiro - Cândido Rondon -

## S
José Silvestre de Melo -

## V
Andres Vidal -

## Z
Euclides Zenóbio da Costa - 